# Football Club Vittorio Veneto 1962-1963
Questa pagina raccoglie le informazioni riguardanti il Football Club Vittorio Veneto nelle competizioni ufficiali della stagione 1962-1963.

## Rosa
| N. |                   | Ruolo | Calciatore         |
| -- | ----------------- | ----- | ------------------ |
|    | Italia (bandiera) | D     | Silvano Bernard    |
|    | Italia (bandiera) | A     | Vasco Bertolotti   |
|    | Italia (bandiera) | D     | Giuseppe Bosco     |
|    | Italia (bandiera) | C     | Alfredo Bui        |
|    | Italia (bandiera) | A     | Antonio Cassin     |
|    | Italia (bandiera) | D     | Flavio Colaotto    |
|    | Italia (bandiera) | P     | Adriano De Benedet |
|    | Italia (bandiera) | C     | Franco De Cecco    |
|    | Italia (bandiera) | D     | Dino Donadon       |
|    | Italia (bandiera) | D     | Silvano Ghezzo     |
|    | Italia (bandiera) | C     | Marcello Mazzolini |
|    | Italia (bandiera) | A     | Sauro Mazzotti     |
|    | Italia (bandiera) | C     | Cirto Milanese     |

| N. |                   | Ruolo | Calciatore         |
| -- | ----------------- | ----- | ------------------ |
|    | Italia (bandiera) | D     | Renzo Mion         |
|    | Italia (bandiera) | C     | Giorgio Nardi      |
|    | Italia (bandiera) | D     | Bruno Niero        |
|    | Italia (bandiera) | A     | Mirko Olivotto     |
|    | Italia (bandiera) | A     | Armando Piacentini |
|    | Italia (bandiera) | C     | Luigi Polentes     |
|    | Italia (bandiera) | A     | Guerrino Rossi     |
|    | Italia (bandiera) | P     | Luciano Santi      |
|    | Italia (bandiera) | C     | Giancarlo Sartori  |
|    | Italia (bandiera) | C     | Italo Sereni       |
|    | Italia (bandiera) |       | Tochet             |
|    | Italia (bandiera) |       | Tomasella          |
|    | Italia (bandiera) | D     | Bruno Zanussi      |